# ザ・ジャッジ! 〜得する法律ファイル
『ザ・ジャッジ! 〜得する法律ファイル』（ザ・ジャッジ とくするほうりつファイル）は、2001年10月19日から2004年10月15日までフジテレビ系列局で放送されていたフジテレビ製作のバラエティ番組である。略称は「ザ・ジャッジ!」。放送時間は毎週金曜 19:57 - 20:54 （日本標準時）。

## 概要
日常生活上で起こりうる様々なトラブルの事例とその経緯をVTRにまとめ、それに対して法律の専門家たちが下すジャッジ（判決）をパネラーが予想するという内容で放送。ジャッジは、当初は顔が映らない謎の裁判官のような男が下していたが、後に番組顧問弁護団の弁護士たちが下すようになった。
番組は2004年10月15日放送のスペシャル回をもって同タイトルでの放送を終了。二週間後の10月29日からは『ザ・ジャッジEX』と題し、1時間早い金曜19:00枠で放送されるようになった。このリニューアルにより、それまで本番組を同時ネットしていた東海テレビ・関西テレビ・岡山放送・テレビ大分では打ち切りになる、あるいは遅れネットへ移行するなどの措置が取られた。

## 出演者

### 司会
- みのもんた

### アシスタント
- 千野志麻 - 放送開始から約半年の間出演。

### レギュラーパネラー
- 太田光
- 田中裕二

### 顧問弁護団
- 高山陽子 - 2003年3月まで出演。
- 吉岡俊治 - 2003年3月まで出演。
- 犬塚浩
- 石田英治
- 尾崎毅
- 猪狩俊郎
- 川添丈
- 神崎浩昭
- 河野憲壮
- 竹原虎之助
- 安藤拓郎
- 黒河内明子 - 2003年3月から出演。
- 千明尚史 - 2003年3月から出演。

## コーナー

### 2004年12月まで
身近に起こるあんなトラブル、こんなトラブル
メインコーナー。
マネートラブル“こんな時、おいくら?”（2004年3月まで）
慰謝料を取れる金額を、顧問弁護団の平均金額を算出。
コレって罪じゃないの!?（2002年4月から）
視聴者から寄せられた些細なトラブル、またはドラマのワンシーンで撮られる行動などへの素朴な疑問に対し、法律上では有罪か無罪かを答える。爆笑問題が担当。
プチトラブル110番（2002年3月まで）
「訴えたいけど訴えるほどのこともない」ような事細かなトラブルを取り上げるコーナー。爆笑問題の田中と千野が担当。
太田のそーっとやってみよう（2001年12月まで）
略して「太そー」（おおそー）。法律の境界線が曖昧な事柄に線引きすべく、若手芸人（主に長井秀和）が挑む実験コーナー。爆笑問題の太田が担当。
有名人（秘）事件簿（2003年9月から）
スタジオゲストの過去の行為についてジャッジする。
ジャッジのあなた（2004年4月から）
弁護士は見た!・ほんとにあった女と男の怖い話（2004年6月から同年8月まで）
男女にまつわる修羅場を豪華な出演者によって再現ドラマ化し、それをジャッジする。末期にはVTRを流すのみになり、ジャッジをしなくなった。
その他のコーナー
このほか、初期には世界の変わった法律や判例を紹介するコーナーも放送されていた。

## 備考
- 最高視聴率は2002年9月6日放送分の20.4% （関東地区・ビデオリサーチ調べ）。
- 再現VTRには大河内奈々子や小沢真珠などが何度か出演していた。
- 番組の書籍版では後書きとして、日本テレビの『行列のできる法律相談所』との類似性を指摘された事に関するプロデューサーからのコメントが記されている。
- 弁護士が判決を下す際に爆笑問題も含めたパネラー陣の判決の予想をナレーションの解説と共に流していたが、2003年10月以降に使われていたBGMが当時公開された『マトリックス・レボリューションズ』のエンドクレジットのものであった[要説明]。
- 2002年12月までは、みのもんたがトラブルを紹介する際には口頭のみでの紹介で、トラブルについてパネラー陣が判決を予想するのも口頭のみであった。また、トラブル判決の予想時に担当弁護士を紹介するVTRがあったが、2003年1月以降はみのがトラブルを紹介する際に「続いてのトラブルはこちら」と言い、パネルにトラブル内容を表示するようになった。また、パネラー陣の判決の予想はフリップでジャッジ[要説明]するようになり、弁護士の紹介VTRも無くなった。2003年4月以降は、弁護士がトラブル紹介VTRに登場する人物を「さん」付けせずに呼ぶようになった。

## パロディ
- 同じくフジテレビの『とんねるずのみなさんのおかげでした』で、「ザ・ジャッジ! 〜罰する法律ファイル」というパロディ企画が放送されたことがある。石橋貴明への罰ゲームに関する内容で、木梨憲武がみのに扮していた（「のりもんた」として登場）。CM前のジングルには、同じくみのが司会を務めていた『午後は○○おもいッきりテレビ』（日本テレビ）のものを使用していた。
- 直後の時間帯にTBSで放送されていた『中居正広の金曜日のスマたちへ』でも、「行列のできる金スマJUDGE」というパロディ企画が放送された。企画タイトルが示すように『行列のできる法律相談所』の要素も入っていたが、弁護士が一人の点やVTR中心の内容など本番組の要素の方が中核を占めていた。

## スタッフ
- ナレーター：真地勇志、近藤サト、松尾紀子（フジテレビアナウンサー/近藤サト産休期間中の代理）、TARAKO
- 構成：豊村剛、高橋洋二/すずきB、堀田延、太田一水、須平敦宣、酒井健作、柳しゅうへい、米本大語、山崎康生、山下直美、白川ゆうじ
- TP：高瀬義美
- SW：竹内弘佳 → 河西純
- CAM：大野勝之 → 宮崎健司
- 音声：左口満寿 → 本間祥吾
- VE：齋藤雄一
- 照明：植松晃一（フジテレビ）
- 音響効果：田中寿一・黒崎野乃（J-WORKS）
- 編集：渡部均、宮田憲司、島根幸宏
- ロケ編集：麻布プラザ、オムニバス・ジャパン、ザ・チューブ
- 美術プロデューサー：井上明裕（フジテレビ）
- デザイン：棈木陽次（フジテレビ）
- 美術進行：石川利久
- 大道具：多田文彦
- アクリル装飾：岩切盛浩
- 電飾：原大裕
- 装飾：菊地誠
- メイク：田代典子
- スタイリスト：御法川靖子（みのもんた担当）
- TK：山中京子・山岸弘子・石井成子（TBG）
- 編成：高橋松徳・中村百合子（フジテレビ）
- 広報：稲葉匡信（フジテレビ）
- デスク：斉藤真理子、塚田佳子
- リサーチ：スペースエムワイ、CUBE、ベイビー・プラネット
- AP：藤沼聡（フジテレビ）、小野謙吾（ウイッシュカンパニー）、内海雅/佐藤理恵（Jアソシエイツ）、長井利光（ハウフルス）、後藤優（BEE BRAIN）
- AD：仲村孝明・五十嵐久也（ウイッシュカンパニー）、伊藤嘉彦（アズバーズ） /妹尾篤志・高野宏道・亀井純・吉田智計・武富博志・長谷川麗（Jアソシエイツ）、杉山由紀子（スタッフラビ）、磯部修・山口哲生・小林望・西靖弘・富田英男・神山敦・高橋寛之・椿原宏史・角田律子・平敏博・望月創・増井紳二郎・石原雄二（ハウフルス）、杉本潤吾・谷本篤史・宮崎明弘（BEE BRAIN）
- ディレクター：木村剛（フジテレビ） /吉田雅司・佐藤秀樹・井上光紀・永井宏幸（Jアソシエイツ）、原島雅之・松下元（以上スタッフラビ）、福島幸生（TOSS PLANNING）、石野隆己・本田啓一・岩淵渡・川崎大志・岡部剛・石井咲子・小林浩太郎（ハウフルス）、須藤勝・石武士・荻野達也・早川恵介・小柳仁・川口智久（BEE BRAIN）、内藤和明（FCC）
- 制作プロデューサー：高橋純一（Jアソシエイツ）、千田香里（スタッフラビ）、白髭晋二（TOSS PLANNING）、尾形香代（ハウフルス）、菅野貴志（BEE BRAIN）、藤野昌彦（FCC）
- プロデューサー：徳光芳文（フジテレビ、初期のみ）
- 総合演出・プロデューサー：宮道治朗（フジテレビ）
- 制作：吉田正樹（フジテレビ）
- 技術協力：ニユーテレス、八峯テレビ、IMAGICA
- 制作協力：Jアソシエイツ、スタッフラビ、TOSS PLANNING、ハウフルス、BEE BRAIN、FCC
- 制作：フジテレビ制作センター
- 制作著作：フジテレビ